# 1859 ve fotografii
Tento článek obsahuje významné fotografické události v roce 1859.

## Události
- Bylo objeveno umělé osvětlení na bázi hořčíku.

## Narození v roce 1859
- 8. ledna – Karel Dvořák, český novinářský fotograf († 12. dubna 1946)
- 10. února – Benedicte Wrensted, dánská fotografka († 19. ledna 1949)
- 16. února – Sophus Juncker-Jensen, dánský fotograf († 15. října 1940)
- 17. února – T. Enami, japonský fotograf († 1929)
- 9. března – Petrus Martinus Gerhardus Maria van Haaren, nizozemský fotograf († 8. listopadu 1937)
- 19. března – Zikmund Reach, český knihkupec, filatelista, sběratel fotografií a fotograf († 1. prosince 1935)
- 11. května – Jan Příbramský, český fotograf působící zejména v jižních Čechách, dělal portrétní fotografii, zejména dětí, ale také domů, Šumavy a fotokopie uměleckých děl († 27. února 1915)
- 1. června – Karl Pinkau, německý litograf, fotograf a politik († 26. srpna 1922)
- 7. července – Robert Demachy, francouzský fotograf († 29. prosince 1936)
- 18. července – Henri de La Martinière, francouzský průzkumník, archeolog, diplomat a fotograf († 17. března 1922)
- 22. července – Charles Bernhoeft, lucemburský dvorní fotograf († 1933)
- 22. července – Robert Welch, irský fotograf († 1936)
- 4. srpna – Moritz Nähr, rakouský portrétní a dvorní fotograf († 29. června 1945)
- 28. srpna – Vittorio Sella, italský fotograf a horolezec († 12. srpna 1943)
- 13. září – Karen Bratli, norská fotografka († 19. února 1940)
- 2. října – Josef Seidel, český fotograf († 21. října 1935)
- 13. prosince – Corine Ingelse, holandská portrétní fotografka († 6. října 1950)
- 24. prosince – Gaston Bouzanquet, francouzský fotograf († 16. ledna 1937)
- 31. prosinec – Marie Magdalena Rustad, norská fotografka († 22. června 1943)
- ? – Axel Leverin, švédský portrétní fotograf působící v Norsku († 1905)
- ? – Ebenezer Teichelmann, australský lékař, horolezec a fotograf († 1938)
- ? – Giovanni Crupi, fotograf († ?)
- ? – Charles-François Jeandel, fotograf († ?)
- ? – George Shiras III, fotograf († ?)
- ? – Amalie Claussenová, dánská umělecká fotografka portrétů a krajin ze severu Jutska, po roce 1894 provozovala ateliér v Brønderslevu a od roku 1897 ve Skagenu (9. listopadu 1859 – 4. ledna 1950)

## Úmrtí v roce 1859
- 23. ledna – Jean-Jacques Heilmann, francouzský fotograf (* 4. září 1822)